# カルバリン砲

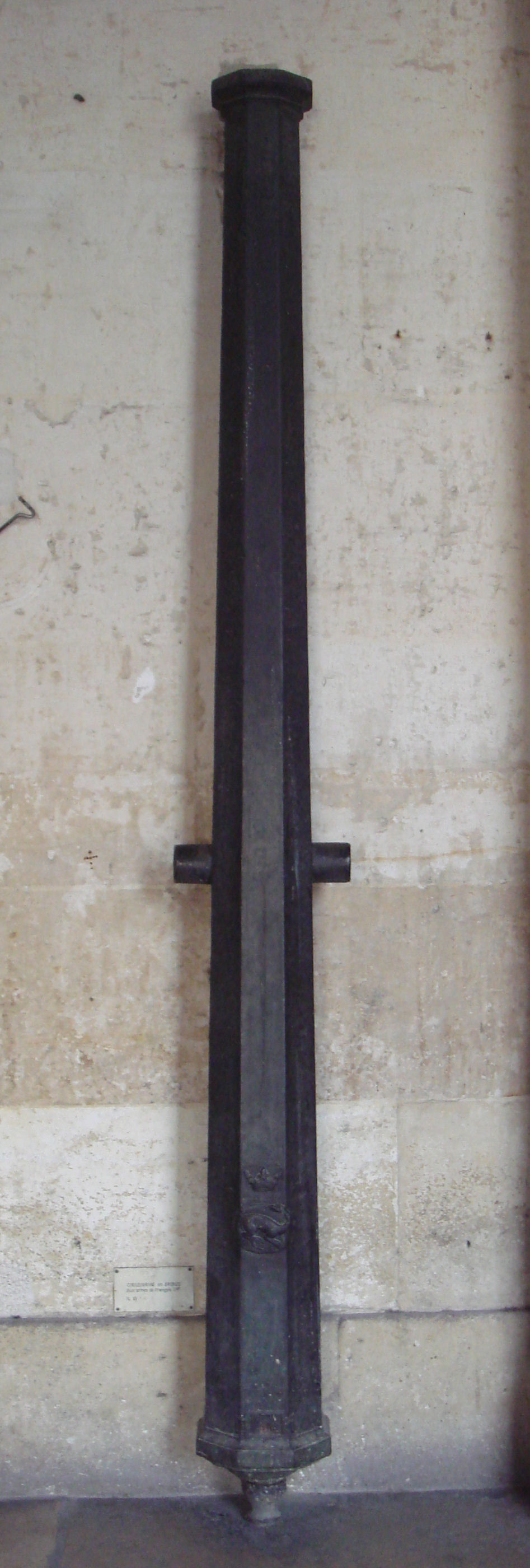
フランスのカルバリン砲

カルバリン砲（カルバリンほう、英語: culverin）は近世に用いられた弾丸重量18ポンドクラスの中口径前装式大砲。また、半カルバリン砲（デミ・カルバリン砲、英語: Demi-culverin）という9ポンドの弾丸を発射するものもある。カルバリンという名称はラテン語のcolubrinus（「ヘビのような」）という言葉に由来し、その砲身の長さを表している。砲身は青銅で鋳造されていたが、後に鉄製の鋳造砲も製造されるようになる。
16世紀から17世紀に用いられ、騎乗兵や歩兵に危害を加えた。また一方で艦載砲としても搭載され、カノン砲よりも威力は低いが長射程を有すためアルマダの海戦で活躍したが、威力不足のために後世では主砲からは退き、追撃砲（前方に向けた砲。船首楼に装備される）やカノン砲を補佐する副砲が主な役割となった。
日本においては江戸時代初期に、徳川家康がイギリスから4門購入した（「大坂の陣#大坂冬の陣」の攻囲戦も参照）。射程に関しては、14キログラムの砲弾を6.3キロメートル飛ばしたとされる。